# 張中白
張中白（Chung-Pai Chang，1967年—）是一位台灣地質學家，台東縣人。現任教於國立中央大學地球科學系和國立中央大學太空及遙測研究中心。是地質遙測的專家。

## 經歷
張中白於1967年生於台東縣，父親是籍貫四川省南充市的畫家張志焜。曾就讀國立臺東高級中學、國立成功大學地球科學系，並曾經在國立中山大學海洋地質研究所擔任研究助理。之後於1996年獲得國立臺灣大學地質學系碩士、再於2001年獲得巴黎第六大學構造地質學博士後返回台灣。回到台灣後先後進入國立臺灣大學地質學系、中央研究院地球科學研究所、國立成功大學地球科學系、國立中央大學太空及遙測研究中心從事博士後研究，2003年擔任國立中央大學太空及遙測研究中心和地球科學系教授至今。

## 研究
- 構造地質學
- 地質資料處理
- 地質遙測

## 外部連結
- 國立中央大學太空及遙測研究中心介紹張中白 （页面存档备份，存于）